# 金伯泉
金伯泉（1943年3月—），男，汉族，浙江湖州人，中国免疫学家，中国人民解放军第四军医大学教授，博士生导师。曾任中国免疫学会副理事长。